# Komsomolsk (oblast d'Ivanovo)
Pour les articles homonymes, voir Komsomolsk.
Komsomolsk (en russe : Комсомо́льск) est une ville de l'oblast d'Ivanovo, en Russie, et le centre administratif du raïon de Komsomolsk et de l'établissement urbain du même nom. Sa population s'élevait à 8 364 habitants en 2021.

## Géographie
Komsomolsk est arrosée par la rivière Oukhtokhma, un affluent de l'Ouvod, et se trouve à 37 km au nord-ouest d'Ivanovo et à 222 km au nord-est de Moscou.

## Histoire
En 1927, la construction de la centrale thermique d'Ivanovo commença près du village de Milovskoïe. Après la mise en service de la centrale, le 5 octobre 1930, le village fut érigé en commune urbaine en 1931 et reçut le nom de Komsomolsk, en l'honneur du Komsomol. Cette date est considérée comme la date de fondation officielle de Komsomolsk, qui reçut le statut de ville en 1950.

## Population
Recensements (*) ou estimations de la population
| 1939*  | 1959*  | 1970*  | 1979*  | 1989*  |
| ------ | ------ | ------ | ------ | ------ |
| 15 700 | 11 103 | 12 320 | 12 333 | 11 587 |

| 2002* | 2010* | 2012  | 2013  | 2014  |
| ----- | ----- | ----- | ----- | ----- |
| 9 595 | 8 693 | 8 679 | 8 725 | 8 631 |

| 2017  | 2019  | 2021  | - | - |
| ----- | ----- | ----- | - | - |
| 8 366 | 8 058 | 8 364 | - | - |

## Économie
La centrale thermique IvGRES (en russe : ИвГРЭС) ou Ivanovski GRES est la principale entreprise de Komsomolsk. Elle appartient à la société IvEnergo, filiale de OAO MKRS . Elle brûlait à l'origine de la tourbe, mais fonctionne aujourd'hui au mazout. Sa puissance est de 214 MW et il est prévu de la porter à 700 MW.
La ville compte aussi plusieurs petites usines : Kranelektroapparat (matériel électrique basse tension), Kommounar (fils de coton), Alfa (électro-aimants). L'exploitation forestière et le bois d'œuvre complètent le tableau de l'économie de Komsomolsk.